# Alt Àneu
Alt Àneu település Spanyolországban, Lleida tartományban. Alt Àneu Espot, La Guingueta d’Àneu, Naut Aran, Esterri d'Àneu, Couflens, Seix és Les Bordes-sur-Lez községekkel határos. Lakosainak száma 455 fő (2024).

## Népesség
A település lakosságának változását az alábbi diagram mutatja:
| Lakosok száma | 1122 | 1044 | 1083 | 791  | 333  | 427  | 434  | 416  | 405  | 455  |
|               | 1717 | 1887 | 1936 | 1960 | 1986 | 2004 | 2009 | 2014 | 2019 | 2024 |